# Frisktjärnen
Frisktjärnen är en sjö i Ludvika kommun i Dalarna och ingår i Norrströms huvudavrinningsområde. Den mindre Råtjärnen ligger strax nedanför. 